# 5408 Те
5408 Те (5408 Thé) — астероїд головного поясу, відкритий 25 березня 1971 року.
Тіссеранів параметр щодо Юпітера — 3,603.